# Belgiska arbetarpartiet
Belgiens arbetarparti (fr: Parti du Travail de Belgique, PTB; ned: Partij van de Arbeid, PVDA) är ett marxistiskt och socialistiskt politiskt parti i Belgien. Det är det enda belgiska partiet representerat i parlamentet som är ett helt nationellt parti som representerar både Flandern och Vallonien. Efter att historiskt ha varit ett litet parti, har PTB-PVDA tagit fart sedan 2010-talet och ständigt fått bättre resultat i valen, särskilt i Vallonien och arbetarklasssamhällen i Bryssel.
Efter att i många år misslyckats med att komma in i belgiska parlamentet tog partiet två mandat i valet 2014 och fick en stor framgång i valet 2019 där de fick 8,6% och 12 mandat.  
Årligen arrangerar PVDA/PTB Internationella Kommunistiska Seminariet, ett samarbetsorgan för antirevisionistiska partier över hela världen. Från Sverige brukar Kommunistiska Partiet delta.